# Dominique Pinon
Pour les articles homonymes, voir Pinon.
Dominique Pinon est un acteur français, né le 4 mars 1955 à Saumur (Maine-et-Loire).

## Biographie

### Jeunesse et formation
Après des études à la faculté de lettres de Poitiers, Dominique Pinon s'installe à Paris et s'inscrit au Cours Simon. Très vite il est repéré par Jean-Jacques Beineix qui le fait débuter au cinéma dans Diva.

### Carrière

#### Théâtre
Au théâtre il a joué notamment dans des mises en scène mémorables de Gildas Bourdet, Jorge Lavelli et Valère Novarina qui écrira certains textes spécialement pour lui. En 2004, il remporte le Molière du meilleur acteur pour la pièce L'Hiver sous la table de Roland Topor, mise en scène par Zabou Breitman.

#### Cinéma, télévision et palette vocale
Dans les années 1980, il travaille avec des réalisateurs tels que Arthur Joffé, Jacques Richard, Jean-Claude Missiaen, Roman Polanski ou bien Michel Drach dans Sauve-toi, Lola. En 1983, il est nommé au César du meilleur espoir masculin pour Le Retour de Martin Guerre de Daniel Vigne. Sa collaboration avec Beineix se prolonge avec La Lune dans le caniveau et 37°2 le matin.
Sa carrière prend un autre tournant en 1990, lorsqu'il rencontre Jean-Pierre Jeunet et Marc Caro. Ces deux réalisateurs choisissent Dominique Pinon comme personnage central de Delicatessen. Le grand public découvre un acteur attachant et atypique. Une grande collaboration commence alors avec Jean-Pierre Jeunet, qui offrira un rôle à Dominique Pinon dans tous ses films. Avec lui, il ira même tourner à Hollywood le film Alien, la résurrection, sur la demande, d'après ses dires, de Sigourney Weaver qui tenait beaucoup à sa participation. Dans ce quatrième volet de la franchise Alien, Pinon joue le rôle de Vriess, un mercenaire et mécano obligé de se déplacer en fauteuil roulant.
On le voit dans de nombreux rôles secondaires, comme en 2001 dans Le fabuleux destin d'Amélie Poulain, mais il a quand même quelques grands rôles dans des films comme Je m'appelle Victor, La Cavale des fous ou Dikkenek. Puis en 2007 il incarne le personnage principal du film Roman de gare de Claude Lelouch, film avec lequel le réalisateur renoue enfin avec la critique. Il travaille à plusieurs reprises avec Jean-Pierre Mocky.
Il tourne aussi hors des frontières françaises avec, entre autres, Álex de la Iglesia (Crimes à Oxford avec John Hurt), Javier Fesser et Esteban Ibarretxe en Espagne. Roman Prygunov, le réalisateur russe de Doukhless (gros succès en 2012 en Russie), le convainc en 2014 de rejoindre le casting de la suite du film qu'ils tourneront à Bali. Dans Le Pont du roi Saint-Louis (peu distribué en France) de la réalisatrice irlandaise Mary McGuckian, il a le privilège de travailler avec Robert De Niro et surtout Harvey Keitel avec lequel il aura une collaboration très enrichissante. Il travaille aussi en Allemagne, Angleterre, Italie et aux États-Unis.
Pour la télévision il participe, entre autres, à la saison 2 de Outlander, série anglo-américaine visible sur Starz et sur Netflix. Il est nommé aux Saturn Awards pour cette série. Depuis 2015 il joue le rôle du lieutenant Jean-Paul Marchand dans la série policière Cassandre diffusée sur France 3, et qui connaît un grand succès.
En 2016, il participe au court métrage Deux escargots s'en vont de Romain Segaud et Jean-Pierre Jeunet qui regroupe de nombreux acteurs et actrices ayant apparu dans les films de ce dernier. Le duo du Palmashow fait appel à lui la même année pour leur premier long métrage La Folle Histoire de Max et Léon.
En 2018, il prête sa voix à un personnage dans la version française du film d'animation Croc-Blanc.
En 2019, il joue le rôle secondaire de Lucien (le régisseur) dans le film Edmond d'Alexis Michalik. Il fait également la narration des adaptations en fictions audio des albums Astérix le Gaulois et La Serpe d'or, d'après les bandes dessinées Astérix d'Albert Uderzo et René Goscinny. En 2022, il tient le rôle de Sharp dans la fiction audio De profundis de Franck Gombert,. Il fait également une brève apparition dans le film Big Bug, nouvelle réalisation de Jeunet neuf ans après son dernier film.

## Filmographie

### Cinéma

#### Sous la direction de Jean-Pierre Jeunet
- 1990 : Foutaises : Le narrateur (court métrage)
- 1991 : Delicatessen : Louison
- 1995 : La Cité des enfants perdus :  le scaphandrier / les clones
- 1997 : Alien, la résurrection (Alien Resurrection) : Vriess
- 2001 : Le Fabuleux Destin d'Amélie Poulain : Joseph
- 2004 : Un long dimanche de fiançailles : Sylvain
- 2009 : Micmacs à tire-larigot : Fracasse / Louison (caméo)
- 2013 : L'Extravagant Voyage du jeune et prodigieux T.S. Spivet : Deux Nuages
- 2016 : Deux escargots s'en vont (coréalisé avec Romain Segaud) (court métrage)
- 2022 : Big Bug : Igor
- 2026 : Changer l'eau des fleurs de Jean-Pierre Jeunet

#### Autres metteurs en scène
- 1981 : Diva de Jean-Jacques Beineix
- 1981 : Le Retour de Martin Guerre de Daniel Vigne
- 1981 : La Chanson du mal-aimé de Claude Weisz
- 1982 : Tir groupé de Jean-Claude Missiaen
- 1983 : La Lune dans le caniveau de Jean-Jacques Beineix
- 1983 : Ghost Dance de Ken McMullen
- 1984 : Si j'avais mille ans de Monique Enckell
- 1984 : Nemo d'Arnaud Sélignac
- 1984 : Le Thé à la menthe d'Abdelkrim Bahloul
- 1984 : Partir, revenir de Claude Lelouch
- 1985 : La Baston de Jean-Claude Missiaen
- 1985 : 37°2 le matin de Jean-Jacques Beineix (version longue seulement)
- 1985 : Le téléphone sonne toujours deux fois de Jean-Pierre Vergne
- 1985 : Cent francs l'amour de Jacques Richard
- 1985 : Zina de Ken McMullen
- 1986 : Suivez mon regard de Jean Curtelin
- 1986 : Sauve-toi, Lola de Michel Drach
- 1987 : Des Teufels Paradies (de) de Vadim Glowna
- 1988 : La Légende du saint buveur d'Ermanno Olmi
- 1988 : Frantic de Roman Polanski
- 1989 : La Révolution française de Robert Enrico:Jean-Baptiste Drouet
- 1990 : 25 décembre 58, 10h36 de Diane Bertrand
- 1990 : Bleu marine de Jean-Claude Riga
- 1990 : Alberto Express d'Arthur Joffé
- 1990 : 1871 de Ken McMullen
- 1991 : L'Illuminé de Philippe Barcouzareaud
- 1991 : Les Arcandiers de Manuel Sanchez
- 1991 : Août d'Henri Herré
- 1992 : Memento de Jean-Max Peteau
- 1992 : Je m'appelle Victor de Guy Jacques
- 1993 : Stella plage d'Élizabeth Prouvost
- 1993 : La Cavale des fous de Marco Pico
- 1996 : La Gotera d'Edouardo Giménez Rojo
- 1996 : Un samedi sur la Terre de Diane Bertrand
- 1996 : Mordbüro de Lionel Kopp
- 1996 : Violetta, la reine de la moto de Guy Jacques
- 1999 : Comme un poisson hors de l'eau d'Hervé Hadmar
- 1999 : Quasimodo d'El Paris de Patrick Timsit
- 1999 : Sur un air d'autoroute de Thierry Boscheron
- 2000 : Sabotage! de Esteban Ibarretxe
- 2001 : Se souvenir des belles choses de Zabou Breitman
- 2002 : Bienvenue chez les Rozes de Francis Palluau
- 2002 : La gran aventura de Mortadelo y Filemón de Javier Fesser
- 2003 : Ne quittez pas ! d'Arthur Joffé
- 2003 : Zig Zag, l'étalon zébré de Frederik Du Chau (voix)
- 2004 : Le Pont du roi Saint-Louis de Mary McGuckian
- 2004 : Darkhunters de Johannes Roberts
- 2004 : Ze Film de Guy Jacques
- 2004 : Camping à la ferme de Jean-Pierre Sinapi
- 2006 : En compagnie des loups d'Antoine Lhonoré-Piquet
- 2006 : Dikkenek d'Olivier Van Hoofstadt
- 2007 : Roman de gare de Claude Lelouch
- 2007 : Midsummer Madness d'Alexander Hahn
- 2008 : Crimes à Oxford d'Álex de la Iglesia
- 2008 : Dante 01 de Marc Caro
- 2008 : Musée haut, musée bas de Jean-Michel Ribes
- 2008 : A life with bells on de Lucy Akhurst
- 2009 : Humains de Jacques-Olivier Molon et Pierre-Olivier Thevenin
- 2009 : La Loi de Murphy de Christophe Campos
- 2009 : An organization of dreams de Ken McMullen
- 2010 : Mumu de Joël Séria
- 2010 : Ces amours-là de Claude Lelouch
- 2011 : Crédit pour tous de Jean-Pierre Mocky
- 2011 : Ni à vendre ni à louer de Pascal Rabaté
- 2011 : L'Orpheline avec en plus un bras en moins de Jacques Richard
- 2013 : Les Profs de Pierre-François Martin-Laval
- 2014 : My Old Lady d'Israel Horovitz
- 2014 : Brèves de comptoir de Jean-Michel Ribes
- 2015 : The Price of Desire de Mary McGuckian
- 2015 : A Love You de Paul Lefèvre
- 2016 : La Folle Histoire de Max et Léon de Jonathan Barré
- 2016 : La Dormeuse Duval de Manuel Sanchez
- 2017 : Vive la crise de Jean-François Davy
- 2017 : D'après une histoire vraie de Roman Polanski
- 2018 : Caminhos Magnéticos de Edgar Pêra
- 2019 : Edmond d'Alexis Michalik : Lucien, le régisseur
- 2019 : Donne-moi des ailes de Nicolas Vanier
- 2021 : A Perfect Enemy de Kike Maíllo
- 2022 : Ça tourne à Saint-Pierre-et-Miquelon de Christian Monnier
- 2023 : Apaches de Romain Quirot
- 2024 : Mémoires d'un escargot d'Adam Elliot (voix)
- 2024 : Finalement de Claude Lelouch
- 2024 : She Loved Blossoms More de Yannis Veslemes : Logo

#### Courts métrages
- 1980 : La Découverte d'Arthur Joffé
- 1982 : Merlin ou le Cours de l'or d'Arthur Joffé
- 1984 : Mon Inconnue de Philippe Harel
- 1996 : Photo Maton de Philippe Dorison
- 2008 : Busker de David Wilgram
- 2008 : Le queloune de Patrick Boivin
- 2009 : L'eau vive d'Arthur Joffé
- 2021 : Dernière station de Pierre Ferrière
- 2025 : Excusez-moi ! de Léopold Bellanger

### Télévision

#### Téléfilms
- 1981 : Samantha de Victor Vicas
- 1983 : Le Cimetière des voitures de Fernando Arrabal
- 1988 : La Mort mystérieuse de Nina Chéreau de Dennis Berry
- 1989 : Paris Mirage d'Yves Laumet
- 1991 : Le Roi Mystère de Paul Planchon
- 1993 : Ma Petite Mimi de Roger Kahane
- 2003 : Daddy (ru) de Giacomo Battiato
- 2006 : Der Ausbruch (de) de Lars Becker
- 2006 : When Evil Calls de Johannes Roberts
- 2006 : En attendant le bonheur d'Harry Cleven
- 2007 : L'Acte inconnu de Dominique Thiel
- 2009 : Colère de Jean-Pierre Mocky
- 2010 : Contes et nouvelles du XIXe siècle : L'Affaire Blaireau de Jacques Santamaria
- 2011 : Héloïse et Le Romancier Martin de Jérôme Foulon
- 2012 : La Guerre du Royal Palace de Claude-Michel Rome
- 2021 : Emma Bovary de Didier Bivel
- 2024 : Meurtres à Honfleur de Christelle Raynal

#### Séries télévisées
- 1981 : Julien Fontanes, magistrat : 1 épisode
- 1983 : Merci Sylvestre : 6 épisodes
- 1985 : Via Mala de Tom Toelle (de) : Niklaus Lauretz
- 2001 à 2005 : Quelle aventure ! : trois épisodes
- 2004 : Caméra Café : un épisode
- 2008 : Myster Mocky présente : 2 épisodes
- 2012 : Le Sang de la vigne : un épisode, Noces d’or à Sauternes - Saison 3 - épisode 1
- 2012 : Métal Hurlant Chronicles - Saison 1 : un épisode
- 2013 : Hitchcock by Mocky : un épisode
- 2014 : Les Petits Meurtres d'Agatha Christie de Marc Angelo : le commissaire Petipon (épisode Le Crime ne paie pas)
- 2014 : Métal Hurlant Chronicles : Stanley Summers (saison 2, 2 épisodes)
- 2015-2025 : Outlander : L'Apothicaire Maître Raymond (saison 2 et saison 7, 6 épisodes)
- depuis 2015 : Cassandre : le lieutenant Jean-Paul Marchand
- 2017 : Versailles : Lunatique (saison 3)
- 2019 : Myster Mocky présente, épisode Suspect n°1 de Jean-Pierre Mocky
- 2019 : Nina : Jacques Morel (saison 5, épisode 1)
- 2019 : Dark stories : Le jugement dernier (épisode 3)
- 2021 : L'Île aux trente cercueils : Horacio
- 2022 : Des gens bien : Roger
- 2023 : Killer Coaster de Nikola Lange : André
- 2023 : The Walking Dead: Daryl Dixon : Antoine
- 2025 : Alexandra Ehle, épisode Feu sacré : "Le Chinois"

## Théâtre
- 1985 : Une station service de Gildas Bourdet, mise en scène de l'auteur, théâtre de La Salamandre, théâtre de la Ville
- 1988 : L'Inconvenant de Gildas Bourdet, mise en scène de l'auteur, théâtre de l'Idéal, théâtre national de la Colline
- 1990 : L'Été de Romain Weingarten, mise en scène Gildas Bourdet, théâtre de la Salamandre, théâtre national de la Colline en 1991
- 1993 : Maison d'arrêt d'Edward Bond, mise en scène Jorge Lavelli, Festival d'Avignon, théâtre national de la Colline
- 1994 : L'Amour en Crimée de Sławomir Mrożek, mise en scène Jorge Lavelli, théâtre national de la Colline
- 1995 : La Mort d'Auguste de Romain Weingarten, mise en scène Gildas Bourdet, théâtre de la Criée, théâtre national de la Colline
- 1996 : Les Œuvres complètes de Billy the Kid de Michael Ondaatje, mise en scène Frank Hoffmann (de), théâtre national de la Colline
- 1997 : Six Personnages en quête d'auteur de Luigi Pirandello, mise en scène Jorge Lavelli, TNP Villeurbanne, théâtre de l'Eldorado
- 1998 : Pour Louis de Funès de Valère Novarina, mise en scène Renaud Cojo, théâtre d'Angoulême
- 2000 : L'Origine rouge de Valère Novarina, mise en scène de l'auteur, Festival d'Avignon, Festival d'automne à Paris théâtre national de la Colline, théâtre national de Strasbourg, La Rose des vents
- 2000 : Mein Kampf de George Tabori, mise en scène Jorge Lavelli, théâtre national de la Colline
- 2001 : L'Ombre de Venceslao de Copi, mise en scène Jorge Lavelli, théâtre du Rond-Point
- 2002 : Le Songe d'une nuit d'été de William Shakespeare, mise en scène Yánnis Kókkos, théâtre Nanterre-Amandiers
- 2003 : L'Incroyable Voyage de Gilles Granouillet, mise en scène Philippe Adrien, théâtre de la Tempête
- 2003 : Providence Café de Mohamed Rouabhi, mise en scène de l'auteur, théâtre du Rond-Point
- 2003 : La Scène de Valère Novarina, mise en scène de l'auteur, théâtre Vidy-Lausanne, théâtre national de la Colline, théâtre Dijon Bourgogne, TNP Villeurbanne, tournée
- 2004 : L'Hiver sous la table de Roland Topor, mise en scène Zabou Breitman, théâtre de l'Atelier, théâtre national de Nice
- 2005 : L'Âge d'or de Maurice Desvallières, Georges Feydeau, Louis Varney, mise en scène Claudia Stavisky, théâtre des Célestins
- 2006 : Arnaques, cocaïne et bricolage de Mohamed Rouabhi, mise en scène Clotilde Moynot, théâtre du Splendid Saint-Martin
- 2007 : L'Acte inconnu de Valère Novarina, mise en scène de l'auteur, Festival d'Avignon, théâtre national de la Colline, TNP Villeurbanne
- 2007 : Le Roi Lear de William Shakespeare, mise en scène Laurent Fréchuret, théâtre de Sartrouville, tournée
- 2008 : Fin de partie de Samuel Beckett, mise en scène Charles Berling, théâtre de l'Atelier, théâtre des Célestins
- 2009 : Le Tribun de Mauricio Kagel, mise en scène Charles Tordjman, opéra national de Lorraine
- 2010 : On purge bébé et Léonie est en avance ou le Mal joli de Georges Feydeau, mise en scène Gildas Bourdet, théâtre du Palais-Royal
- 2010 : Un pied dans le crime d'Eugène Labiche, mise en scène Jean-Louis Benoît, TNBA, théâtre de la Commune, théâtre national de Nice, théâtre de la Criée
- 2011 : Madame Sans-Gêne de Victorien Sardou, mise en scène Alain Sachs, théâtre Antoine
- 2011 : L'Ouest solitaire de Martin Mc Donagh, mise en scène Ladislas Chollat, théâtre Marigny
- 2012 : Hollywood de Ron Hutchinson, mise en scène Daniel Colas, théâtre du Gymnase Marie-Bell (remplacements de Thierry Frémont)
- 2012 : Tous ceux qui tombent de Samuel Beckett, mise en scène Jacques Nichet (voix)
- 2012 : Schopenhauer, lettres à son disciple (lecture), Festival de la correspondance de Grignan
- 2012 : Inconnu à cette adresse de Kressmann Taylor, lecture dirigée par Delphine de Malherbe, théâtre Antoine, Festival d'Avignon
- 2013 : La Folle de Chaillot de Jean Giraudoux, mise en scène Didier Long, théâtre des Champs-Élysées
- 2013 : Résumons-nous, la semaine a été désastreuse, d'Alexandre Vialatte, mise en scène Charles Tordjman, théâtre de la Commune
- 2014 : Richard III de William Shakespeare, mise en scène Laurent Fréchuret, tournée
- 2014 : La Tempête de William Shakespeare, mise en scène Christophe Lidon, Centre national de création d'Orléans, tournée
- 2015 : Les Lois de la gravité de Jean Teulé, mise en scène Anne Bourgeois, théâtre Hébertot
- 2016 : Le Système d'Antoine Rault, mise en scène Didier Long, tournée
- 2017 : Un fil à la patte de Georges Feydeau, mise en scène Christophe Lidon, Centre national de création d'Orléans, tournée
- 2017 : L'Homme hors de lui de Valère Novarina, mise en scène de l'auteur, théâtre national de la Colline
- 2018 : Lettres à Felice de Franz Kafka, mise en scène Bertrand Marcos, théâtre de l'Atelier
- 2018 : Darius de Jean-Benoît Patricot, mise en scène Anne Bouvier, théâtre des Champs-Élysées
- 2019 : La vie est un songe de Pedro Calderón de la Barca, mise en scène Christophe Lidon, Centre national de création d'Orléans puis tournée
- 2019 : Jo d'Alec Coppel, mise en scène Benjamin Guillard, théâtre du Gymnase
- 2020 : Le Square de Marguerite Duras, mise en scène Bertrand Marcos, théâtre du Lucernaire
- 2023 : La Couleur des souvenirs de Fabio Marra, mise en scène de l'auteur, Théâtre des Halles (Festival off d'Avignon) - reprise en 2025 au théâtre du Balcon

## Musique
- 2008 : Citation du poème À la musique dans la chanson Paris se repeuple, sur l'album hommage à Arthur Rimbaud réalisé par le compositeur et joueur de didjeridoo Raphaël Didjaman sur le label musical Tribal zik Records.

## Voix off

### Fictions audio
- 2019 : Astérix le Gaulois :  le narrateur
- 2019 : La Serpe d'or : le narrateur
- 2022 : De profundis de Franck Gombert : Sharp

### Livres audio
- 2008: Histoires comme ça de Rudyard Kipling, coll. « Écoutez Lire », Gallimard Jeunesse,  (ISBN 9782070632565)

- 2011 : Le roman de Renart (Gallimard Jeunesse)
- 2012 : Le Hobbit de J. R. R. Tolkien, Audiolib
- 2013 : L'Extraordinaire Voyage du fakir qui était resté coincé dans une armoire Ikea de Romain Puértolas
- 2013 : Bazar Circus (Didier Jeunesse)
- 2015 : Caprice de la reine de Jean Echenoz, coll. « Écoutez Lire », Gallimard, 2014  (ISBN 9782070146925) – Grand prix 2015 du livre audio « catégorie contemporain »[16].
- 2015 : Le liseur du 6h27 de Jean-Paul Didierlaurent, coll. « Écoutez Lire », Gallimard  (ISBN 9782070149346)[17]
- 2019 : 
  - Histoire d'un chien mapuche de Luis Sepúlveda, Hardigan
  - Histoire d'un escargot qui découvrit l'importance de la lenteur de Luis Sepúlveda, Hardigan (ISBN 979-1022601337)
  - Histoire du chat et de la souris qui devinrent amis de Luis Sepúlveda, Hardigan
  - Histoire d'une baleine blanche de Luis Sepúlveda, Hardigan

## Distinctions

### Décoration
- Officier de l'ordre des Arts et des Lettres

### Récompenses
- Molières 2004 : Molière du comédien pour L'Hiver sous la table
- 2016 : Coup de cœur Jeune Public printemps 2016 de l'Académie Charles-Cros pour Moi, Boy[18],[19].
- 2018 : Best Actors Film Festival du meilleur acteur pour La Dormeuse Duval
- 2018 : Los Angeles Film Awards du meilleur acteur pour La Dormeuse Duval
- Satisfied Eye International Film Festival 2018 : Lauréat du Prix du Jury du meilleur acteur  pour La Dormeuse Duval, Lauréat du Prix Satisfied Eye Trophy du meilleur acteur
- 2018 : Tampa Bay Underground Film Festival du meilleur acteur pour La Dormeuse Duval
- 2019 : Central States Indie Fan Film Fest du meilleur acteur pour La Dormeuse Duval
- 2019 : Five Continents International Film Festival du meilleur acteur, meilleure distribution pour La Dormeuse Duval partagé avec Marina Tomé (Actrice), Pascal Turmo (Acteur), Delphine Depardieu (Actrice), Tony Librizzi (Acteur), Marie-Pascale Grenier, Charles Schneider, Christian Van Tomme, Patrice Guillesser, Christophe Pineau Afonso, Philippe Rigot, Paulette Frantz, Mandou Donzon, Jeremy Banster , Filip Miocic, Sylvain Machinet, Richard Valentini, Didier Kaminka, Pierre-Loup Rajot et Yves Kretzmeyer

### Nominations
- César 1983 : César du meilleur espoir masculin pour Le Retour de Martin Guerre
- Saturn Awards 2017 : Saturn Award du meilleur artiste invité dans une série télévisée dramatique pour Outlander
- 2018 : Maverick Movie Awards (en) du meilleur acteur pour La Dormeuse Duval

### Festivals
- Président du jury courts-métrages, 2e Festival International du film fantastique d'Audincourt, Bloody week-end, en 2011